# Чайницкая Красница

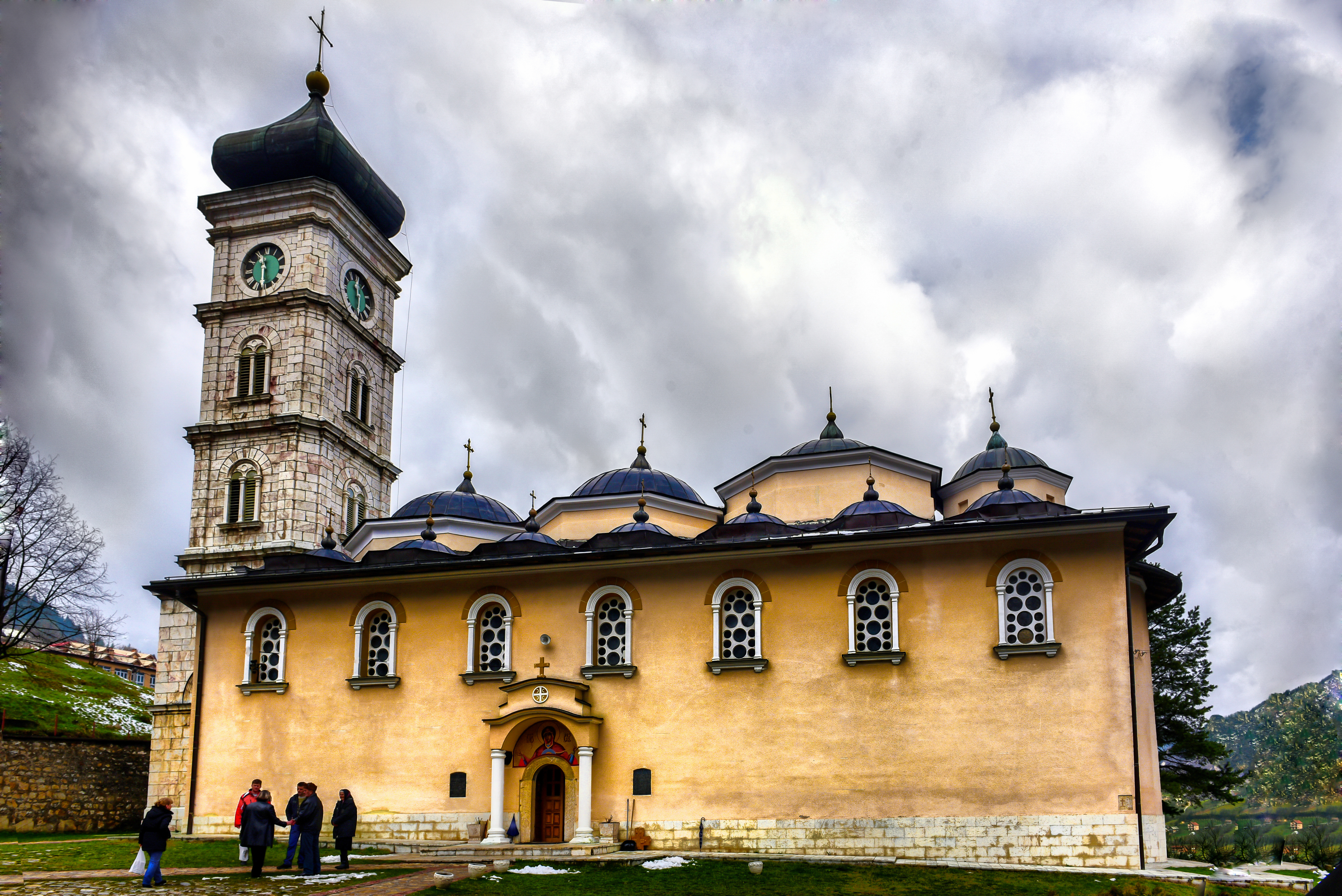
Церковь Успения Богородицы, Чайниче

Богородица Красница (серб. Чајничка Красница) — православная чудотворная икона Божией Матери, находящаяся в монастыре Успения Богородицы в городе Чайниче, в одноимённой общине Республики Сербской в Боснии и Герцеговине. Икона написана на дереве, по преданию, святым апостолом и евангелистом Лукой.
Является самой древней и самой ценной иконой в Боснии и Герцеговине, датируемой XIV веком.

## История
Согласно церковной и народной традиции, икону привез из Иерусалима на сербскую землю король Милутин (1253—1321), который тогда был на паломничестве в Иерусалиме. Король построил в Иерусалиме монастырь для монахов, а взамен получил эту чудотворную икону. С тех пор икона находилась во дворце Неманичей. После чудесного исцеления царя Уроша V в благодарность он пожертвовал икону монастырю Банья близ Прибоя.
Когда Синан-паша отправился в поход в 1594 году, монастырь Банья был сожжён, и чудотворная икона от огня была спасена благочестивым человеком из окрестностей Рудо. Затем он привёз икону в Чайниче. Согласно легенде, человек, который спас икону, уснул перед Чайницкой церковью с иконой в руках, ожидая, пока священник откроет церковь. Проснувшись рано утром, он увидел, что в его руках нет иконы. В панике он подбежал к священнику, разбудил его и сказал, что икона пропала. Открыв церковь, они увидели, что икона была на престоле. Они восприняли это как знак с небес, что икона должна оставаться там.
После восстановления монастыря Банья в 1867 году распространились новости о том, что икона вернется в него. Тогда жители Чайниче взбунтовались, и с оружием в руках хотели предотвратить это. Оклад для иконы был изготовлен в 1868 году известным сараевским кузнецом Ристо Андричем, который исцелился перед этой святыней и поэтому поклялся обложить ее серебром и золотом. Чтобы посвятить себя этому занятию, он закрыл свою лавку и три года работал над шедевром, потратив 17 килограммов золота и серебра.
Во время Второй мировой войны жители Чайниче вывезли из церкви все книги и иконы. Во время войны итальянцы хотели взять икону, и предприняли её поиск. У хранителей иконы в лесу, закончилось продовольствие и вода; затем один из них сказал, что по крайней мере немного из скалы будет течь вода, чтобы они могли напиться. После его слов вода потекла. В 1943 году усташи разрушали и грабили церковь, а сербы затем спасли икону, спрятав её в доме Милки Спремо. После отбытия усташей восемь человек передали икону в храм села Стречане. Ради безопасности икона была перемещена из Стречане в одну из пещер. Из пещеры она была перенесена в деревню Слатина недалеко от Фоча и расположена там в местной церкви, а оттуда в деревню Трпине, где икона находилась до конца войны. После войны люди вернули чудотворную икону в Чайниче.

## Образ
Икона написана византийским художником на деревянной доске с обеих сторон. Датируется 1329 или 1330 годом. Её размеры 107х73 сантиметра. На передней части находится Дева Мария со Христом на руках, а на обратной стороне — Иоанн Креститель, который благословляет правой рукой. Иоанн Предтеча держит греческий текст: «Покайтесь, ибо приблизилось Царство Небесное».
Иконографическая особенность Чайницкой Матери Божией отражена в том факте, что Богородица держит Христа правой, а не левой рукой, и это связано с преданием, согласно которой апостол Лука написал икону, когда ему позировала сама Богородица. Лики на иконе тёмные, возможно, от пожара. Оклад был изготовлен в 1868 году известным мастером Ристо Андричем.

## Почитание
Чайницкая Красница — православная чудотворная святыня, широко известная не только среди православных, но и среди представителей других религий. Многие чудеса и исцеления происходили перед Красницей, и эта икона считается одной из величайших среди православных народов и величайшей в Республике Сербской. Епископ Николай Велимирович считал чудотворную икону Богородицы величайшей святыней на Балканах после Острога. Многие чудеса, которые произошли у иконы Божией Матери, были описаны Йованом Йовановичем, который прослужил в Чайниче 50 лет.